# Kremljovskaja (stanice metra v Kazani)
Kremljovskaja (rusky Кремлёвская, tatarsky Кремль/Kremľ) je stanice metra v Kazani. Byla otevřena roku 2005 a do roku 2010 plnila také funkci konečné. Stanice má ostrovní nástupiště a je velmi bohatě vyzdobena. Uprostřed nástupiště se nachází 5 dutých věží, které symbolizují islámskou víru Tatarů. Pojmenována je podle nedalekého Kazaňského kremlu.